# HD 94046
HD 94046, eller 5 Crateris, är en vit stjärna i huvudserien i Vattenormens stjärnbild. Trots sin Flamsteed-beteckning tillhör den inte stjärnbilden Bägaren. Den ligger på gränsen mellan stjärnbilderna och fick byta tillhörighet vid översynen av gränser mellan stjärnbilderna år 1930 och benämns efter bytet av stjärnbild med sin HD-beteckning, HD 94046.
HD 94046 har visuell magnitud +6,56 och kräver fältkikare för att kunna observeras. Den befinner sig på ett avstånd av ungefär 470 ljusår.